# Château La Tour-Figeac
Das Château La Tour Figeac ist eines der bedeutenden Weingüter der französischen Gemeinde Saint-Émilion in der Region von Bordeaux. In der Hierarchie der Rotweine von Saint-Émilion gehört es als Grand Cru Classé  der dritthöchsten Stufe an (siehe auch den Artikel Bordeauxwein (Klassifikation)).

## Lage, Boden und Rebsorten
Das Château befindet sich im äußersten Nordwesten des Gebietes der Appellation von Saint-Émilion, in unmittelbarer Nachbarschaft zu Pomerol. Der 14,5 Hektar große, zusammenhängende Weinberg profitiert von einer geologischen Besonderheit: Er liegt auf bis zu sieben Meter dicken Kiesablagerungen, die der Fluss Isle in der Günz-Eiszeit aus dem Zentralmassiv herangeführt hat. Château La Tour-Figeac teilt sich seine Lagen mit den benachbarten Châteaus Cheval Blanc, Figeac und La Dominique.
Der vom übrigen Saint-Émilion gänzlich verschiedene Bodentyp hat auch eine andere Rebsortenwahl zur Folge. Der Kiesboden eignet sich hervorragend für den Anbau von Cabernet Franc, auf den insgesamt 40 % der Rebfläche entfällt; die restlichen 60 % entfallen auf den in Saint-Émilion allgegenwärtigen Merlot. Die Pflanzdichte beträgt 6.500 Stöcke/Hektar, das Durchschnittsalter der Reben rund 35 Jahre.

## Der Wein
Die Weinbereitung hat sich zum Ziel gesetzt, einen harmonischen Wein zu erzeugen, der den Charakter seines Terroirs zum Ausdruck bringt. Die Weinberge von La Tour-Figeac werden seit 1997 nach den Prinzipien des biologisch-dynamischen Anbaus bewirtschaftet. Ein strenger Anschnitt sowie gegebenenfalls eine „grüne Lese“ beschränken den Ertrag auf 40 hl/ha. Die Lese erfolgt manuell, die Trauben werden vollständig entrappt. Bei der Erneuerung des Gärkellers wurden die Edelstahltanks durch Gärbehälter aus Eichenholz ersetzt. Der Wein wird zügig in Barriquefässer transferiert, wo er 13–18 Monate lang verbleibt. Bei der Abfüllung wird er nicht geschönt und nach Möglichkeit auch nicht gefiltert. Insgesamt werden jährlich rund 40.000 Flaschen Château La Tour-Figeac und 15.000 Flaschen des Zweitweines Esquisse de La Tour Figeac erzeugt. Sie werden im Wesentlichen per Subskription über den Großhandel abgesetzt.
Der Wein besitzt vielschichtige Aromen roter und schwarzer Früchte, unterlegt von terroirtypischen Noten von Veilchen, Minze und Menthol. Er ist aufgrund seiner Harmonie schon jung verhältnismäßig zugänglich. Seine Tanninstruktur erlaubt ihm aber problemlos, sich über ein bis zwei Jahrzehnte weiterzuentwickeln. Er ist ausgewogen, intensiv und nachhaltig. Die besten Jahrgänge der jüngeren Zeit sind 1998, 2000, 2001, 2005 und wohl auch 2009.

## Geschichte
Die heute zu La Tour-Figeac gehörenden Weinberge waren wohl schon in römischer Zeit bestockt; dort befand sich eine gallo-römische Villa des 2. Jahrhunderts namens Figeacus. Dieser Besitz bestand das ganze Mittelalter hindurch und gehörte nacheinander verschiedenen führenden Familien der Region. Im 18. Jahrhundert baute Élie de Carle dieses Château Figeac zum großen Weingut aus. Damals umfasste es 250 Hektar Weinberge, Wälder und Weideland. Der Wein wurde an begüterte Kunden in ganz Europa geliefert. Nach seinem Tod brachte der aufwändige Lebensstil seiner Witwe das Gut jedoch in wirtschaftliche Schwierigkeiten. Nach und nach wurden Teile verkauft, aus denen dann später selbst berühmte Weingüter hervorgingen: Château Beauregard und Château La Conseillante in Pomerol sowie Château Cheval Blanc in Saint-Émilion. 1879 wurde schließlich auch Château La Tour-Figeac ausgegliedert. Zwei Jahre später wurde dieses mit der Abtrennung von Château La Tour du Pin-Figeac nochmals in zwei gleich große Güter geteilt.
Das Gut wechselte danach mehrmals den Besitzer. Unmittelbar nach der letzten Trennung gehörte Château La Tour-Figeac Herrn Corbière und später seinem Schwiegersohn Émmanuel Boiteau. Boiteau verkaufte das Gut im Jahr 1918 an die Witwe Lassèverie. Im Jahr 1973 kaufte der deutsche Industrielle Otto Rettenmaier auf Anraten seines Freundes Hubertus Graf von Neipperg das Gut von François Rapin, übernahm aber den Verwalter Michel Boutet. Boutet verwaltete auch die Weingüter Château Canon-La Gaffelière und Clos de L’Oratoire. Um im Jahr 1994 dessen Nachfolge zu regeln, schickte der Besitzer seinen Sohn Otto jr. nach Bordeaux. Vor Ort entschied sich der Sohn dafür, die Aufgabe selbst zu übernehmen. Seit 1997 arbeitet er mit dem Önologen Stéphane Derenencourt zusammen.